# Myonycteris relicta
Myonycteris relicta é uma espécie de morcego da família Pteropodidae. Pode ser encontrada no Quênia, Tanzânia e Zimbábue. Se tornou uma espécie vulnerável devido a perda de seu habitat.